# جهان‌تیغ (گرگان)
جهان‌تیغ، روستایی است از توابع بخش بهاران شهرستان گرگان در استان گلستان ایران.

## جمعیت
این روستا در دهستان قرق قرار داشته و براساس سرشماری سال ۱۳۸۵جمعیت آن ۱٬۱۲۹نفر (۲۵۷خانوار) بوده‌است.
این روستا توسط عده ای از مهاجرین سیستانی ساکن در استان گلستان که از افراد طایفه جهان تیغ بودند به وجود آمد. وجه تسمیه این نامگزاری نیز نام خانوادگی این افراد بوده‌است.
که طایفه جهانتیغ و اشترک بیشترین جمعیت را نسبت به سایر طایفه های ساکن در این روستا دارند.طوایف گلوی شیرزهی سارانی حاجی حسینی دیگر افراد ساکن در این مکان هستند.